# Thereza de Marzo
Thereza de Marzo (* 4. August 1903 in São Paulo, Brasilien; † 9. Februar 1986 in Brasilien) war eine brasilianische Pilotin. Sie erhielt 1922 als erste Frau in Brasilien eine Pilotenlizenz.

## Leben und Werk

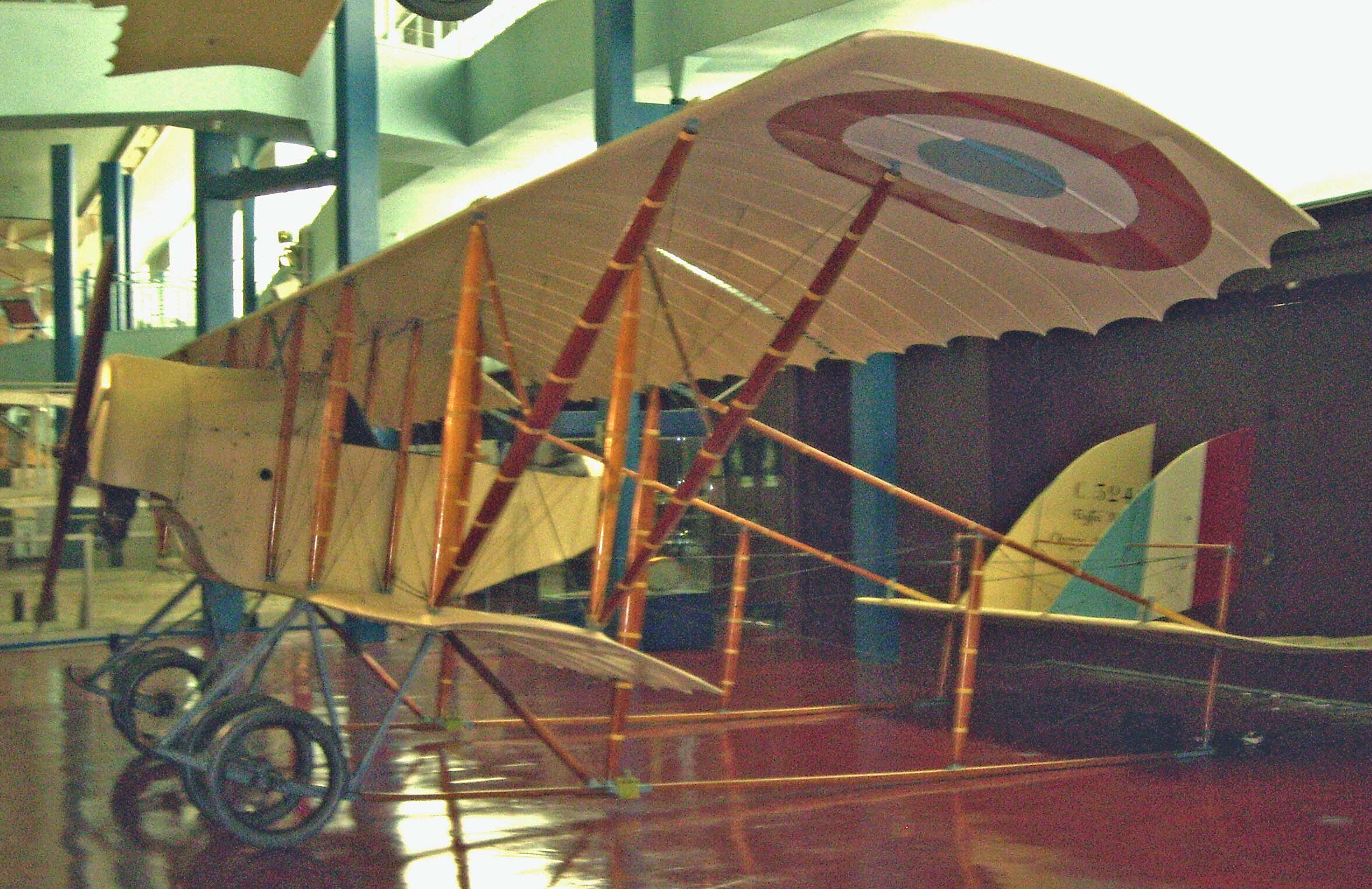
Doppeldecker Caudron G-III, ausgestellt im Musee de l’Air am Flughafen Paris Le Bourget

De Marzo war die Tochter des italienischen Kaufmanns Affonso de Marzo und Maria Riparullo und hatte sechs Brüder. Im März 1921 begann sie bei den italienischen Brüdern Enrico und João Robba mit dem Flugunterricht. Da ihre Lehrer viel reisten, erhielt sie lange Zeit keinen Unterricht. Als sie den Piloten und Maschinenbauingenieur Fritz Roesler, einen Veteranen des Ersten Weltkriegs aus Straßburg, kennenlernte, bat sie ihn, ihr Ausbilder zu werden. De Marzo steuerte ihr eigenes Flugzeug, eine französische Caudron G-III mit 90 kW (120 PS), die sie damals für acht Contos de Réis kaufte. Am 17. März 1922 absolvierte sie ihren ersten Alleinflug und die Prüfung fand am 8. April 1922 statt. Ihre Prüfer waren Luiz Ferreira Guimarães, Direktor des Aeroclube do Brasil, der eigens zu diesem Zweck nach São Paulo reiste, und die Stellvertreter Manoel Lacerda Franco, Amadeu Saraiva und João Robba sowie ihr Ausbilder Fritz Roesler. Sie flog 40 Minuten über der Stadt Santos und führte die obligatorischen Manöver erfolgreich durch. Obwohl es sich um eine kurze Strecke handelte, gelang es ihr, alle dort zu beeindrucken. Sie erhielt am 8. April 1922 von der Fédération Aeronautique Internacionale die Pilotenlizenz Nr. 76 und wurde damit offiziell die erste brasilianische Fliegerin.
Wenige Tage nach Erhalt ihrer Lizenz unternahm sie ihren ersten langen Flug zum Hafen von Santos, wo sie die Statue von Bartolomeu de Gusmão überflog. Am 17. Juni 1922 schloss sie sich dem Geschwader an, das Sacadura Cabral und Gago Coutinho begrüßte, die portugiesischen Flieger, die die erste Luftüberquerung des Südatlantiks durchführten.

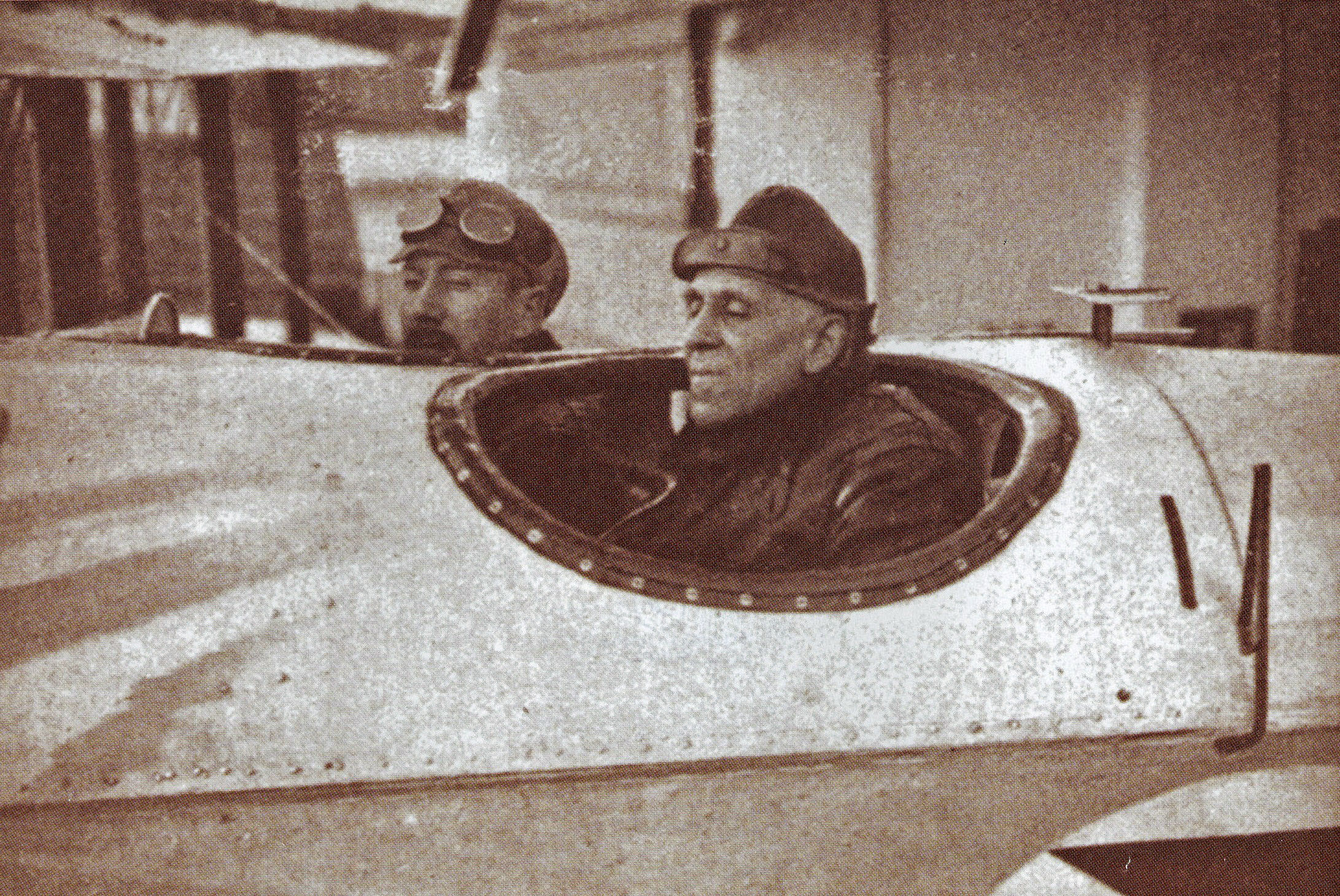
Die Abfahrt der Lusitânia mit Gago Coutinho und Sacadura Cabral zur ersten Luftüberquerung des Südatlantiks im Jahr 1922

1923 eröffneten sie und ihr späterer Ehemann Roesler die Flugschule Ypiranga. 1923 kaufte Roesler von dem Piloten Eduardo Pacheco Chaves viele Teile und Flugzeuge für seine Luftfahrtschule Ypiranga. Mit der Hilfe ihres Bruders Antonio baute er einen Hangar. Die Geldmittel stammten aus den täglichen Reisen der Piloten, die in die Stadt Santos flogen, wo Roesler auf Anregung des Bürgermeisters die Geschäftsleute aufforderte, für den Bau des auf den Namen Thereza de Marzo getauften Hangars zu spenden. 1923 verkauften sie und ihr Mann diesen Hangar und zogen nach Campo de Marte.

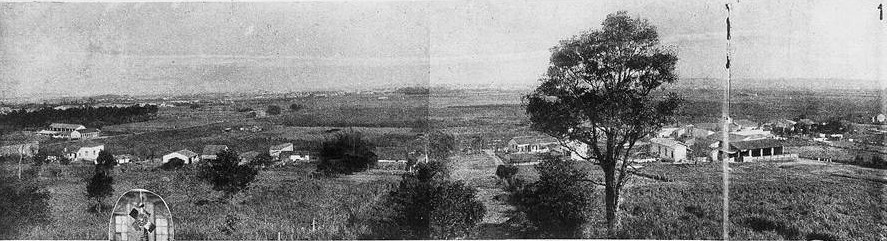
Campo de Marte im Jahr 1924

Während der Revolution von 1924 wurde das Flugzeug, mit dem sie Unterricht gab, beschlagnahmt. Als sie es zurückholte, bekam sie nicht den nötigen Treibstoff, und die Wartung des Flugzeugs war nun mit viel höheren Kosten verbunden. Da es zu dieser Zeit immer schwieriger wurde, ein Flugzeug zu warten, bat sie den Präsidenten der Republik, Washington Luís Pereira de Sousa, um einen Zuschuss für Benzin und erhielt die Antwort: „Ich möchte nicht zu Ihrem Selbstmord beitragen“.
Am 25. September 1926 heiratete sie ihren ehemaligen Fluglehrer Roesler. Obwohl de Marzo den Pilotenberuf aufgegeben hatte, arbeitete sie weiterhin an der Seite ihres Mannes an Unternehmungen, zu denen auch die Gründung der Ypiranga Aviation School und des Glider Clubs in Campo de Marte in São Paulo gehörte.
Sie verzeichnete offiziell 350 Stunden und 54 Minuten Flugzeit in einem Logbuch, obwohl sie mehr geflogen war, aber ihr Ehemann hielt es nicht für notwendig, dass seine Frau diese Aufzeichnungen auf Dokumenten besaß.
De Marzo starb 1986 im Alter von 82 Jahren und ist auf dem Araçá-Friedhof in São Paulo begraben.

## Ehrungen (Auswahl)
- 1961: Luftfahrtpioniermedaille der Santos Dumont São Paulo Foundation
- 1976: Medaille für Luftfahrtverdienste des Ministeriums für Luftfahrt São Paulo[6]
- 1980: Santos Dumont Minas Gerais Goldmedaille
- 2000: brasilianische Sonderbriefmarke C 2244 Selo Mulheres Aviadoras Aviao 2000 Thereza de Marzo[7]